# Цапельская волость

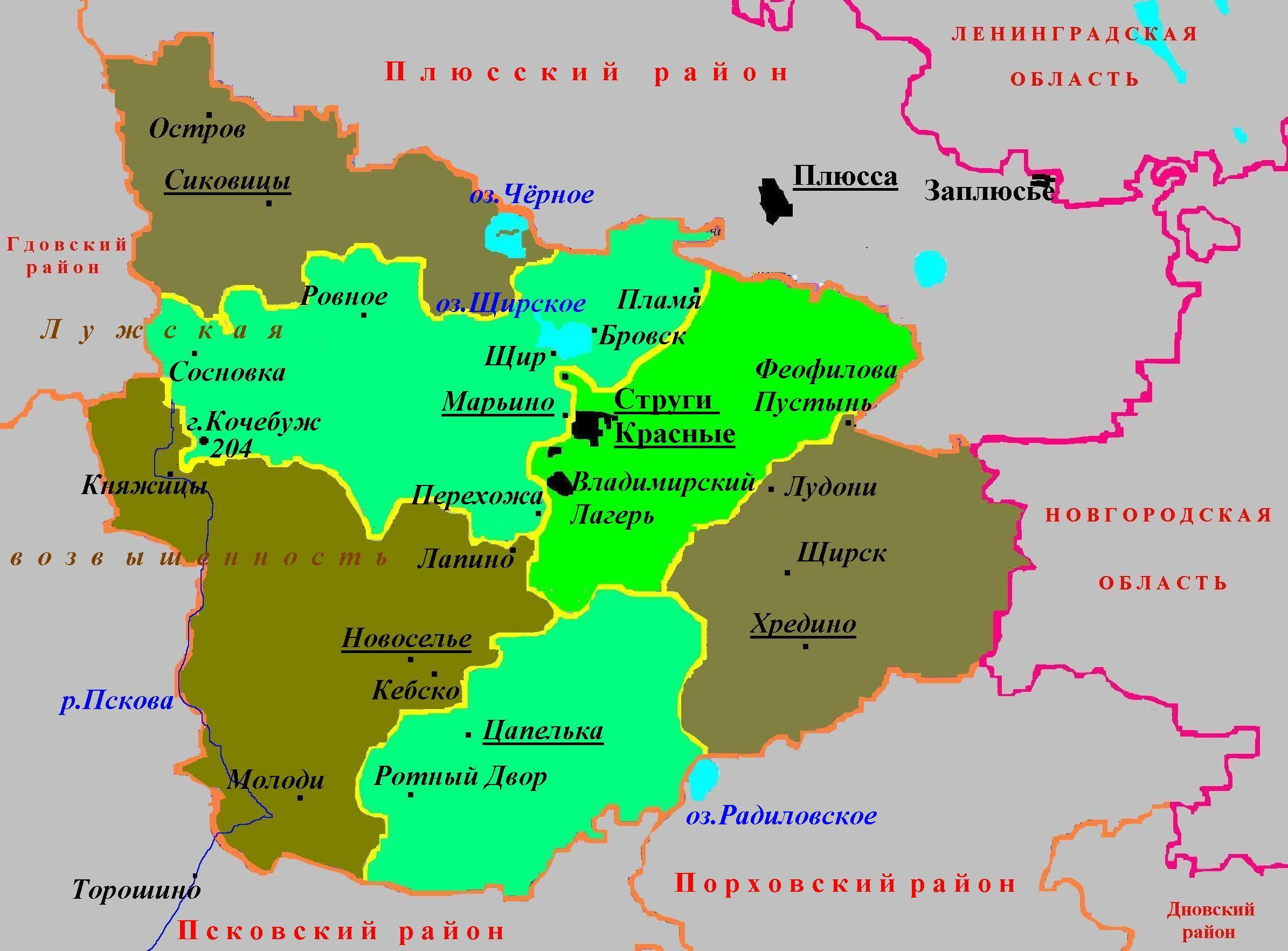
Административное деление Струго-Красненского района в 2010—2015 годах

Цапельская волость — упразднённые административно-территориальная единица 3-го уровня и муниципальное образование со статусом сельского поселения в Струго-Красненском районе Псковской области России.
Административный центр — деревня Цапелька.

## География
Территория волости граничила на западе с Новосельской волостью, на севере — с муниципальным образованием городское поселение Струги Красные, на востоке — с Хрединской волостью, на юге — с Порховским и Псковским районами.

## Население
| 2002 | 2010 | 2012 | 2013 | 2014 | 2015 |
| ---- | ---- | ---- | ---- | ---- | ---- |
| 1133 | ↘741 | ↘689 | ↘674 | ↘648 | ↘627 |

## Населённые пункты
В состав Цапельской волости входило 24 деревни: Алексеевка, Босницы, Гмырино, Гористо, Горское Лесничество, Дворьково, Жабенец, Заборье, Катежно, Кочерицы, Маяково, Мараморочка, Негино, Озерово, Павлово, Печёново, Подложье, Полоски, Ротный Двор, Рубежок, Сверётово, Старище, Строитель, Цапелька.

## История
Территория этой бывшей волости в 1927 году вошла в Новосельский район в виде ряда сельсоветов, в том числе Цапельского сельсовета. С 1 января 1932 до 15 февраля 1935 года все сельсоветы Новосельского района временно были переданы в Струго-Красненский район, затем Новосельский район был восстановлен в прежнем составе.
Указом Президиума Верховного Совета РСФСР от 16 июня 1954 года Жабенецкий сельсовет был присоединён к Цапельскому сельсовету.
Указом Президиума Верховного Совета РСФСР от 14 января 1958 года Новосельский район был снова упразднён и все его сельсоветы вновь были переданы в Струго-Красненский район.
Решением Псковского облисполкома от 3 января 1959 года Катежинский сельсовет был включён в Цапельский сельсовет.
Постановлением Псковского областного Собрания депутатов от 26 января 1995 года все сельсоветы в Псковской области были переименованы в волости, в том числе Цапельский сельсовет был превращён в Цапельскую волость.
Законом Псковской области от 28 февраля 2005 года в составе муниципального образования Струго-Красненский район со статусом муниципального района было также создано муниципальное образование Цапельская волость со статусом сельского поселения с 1 января 2006 года.
В апреле 2015 года Цапельская волость была упразднена и включена в состав Новосельской волости.